# Rue du Trésor (Québec)
Pour l’article homonyme, voir Rue du Trésor.
La rue du Trésor est une voie située à Québec. Prisée par les visiteurs de passage dans le Vieux-Québec, elle est renommée pour ses exposants d'œuvres d'art, à l'image de la place du Tertre à Paris.

## Situation et accès
D'une longueur d'environ 260 mètres, la rue ne possède que 4 adresses selon le rôle d'évaluation foncière 2022-2024. Elle peut être divisée en trois segments :
Le premier, d'environ 50 mètres, prend la forme d'une ruelle piétonne. De la mi-mai à la mi-octobre, des artistes exposent chaque jour leurs œuvres sur les murs des bâtiments. Des auvents recouvrent leurs kiosques pour protéger leurs toiles du soleil et de la pluie. Durant le reste de l'année, certains artistes sont présents les fins de semaine et pendant le temps des fêtes.

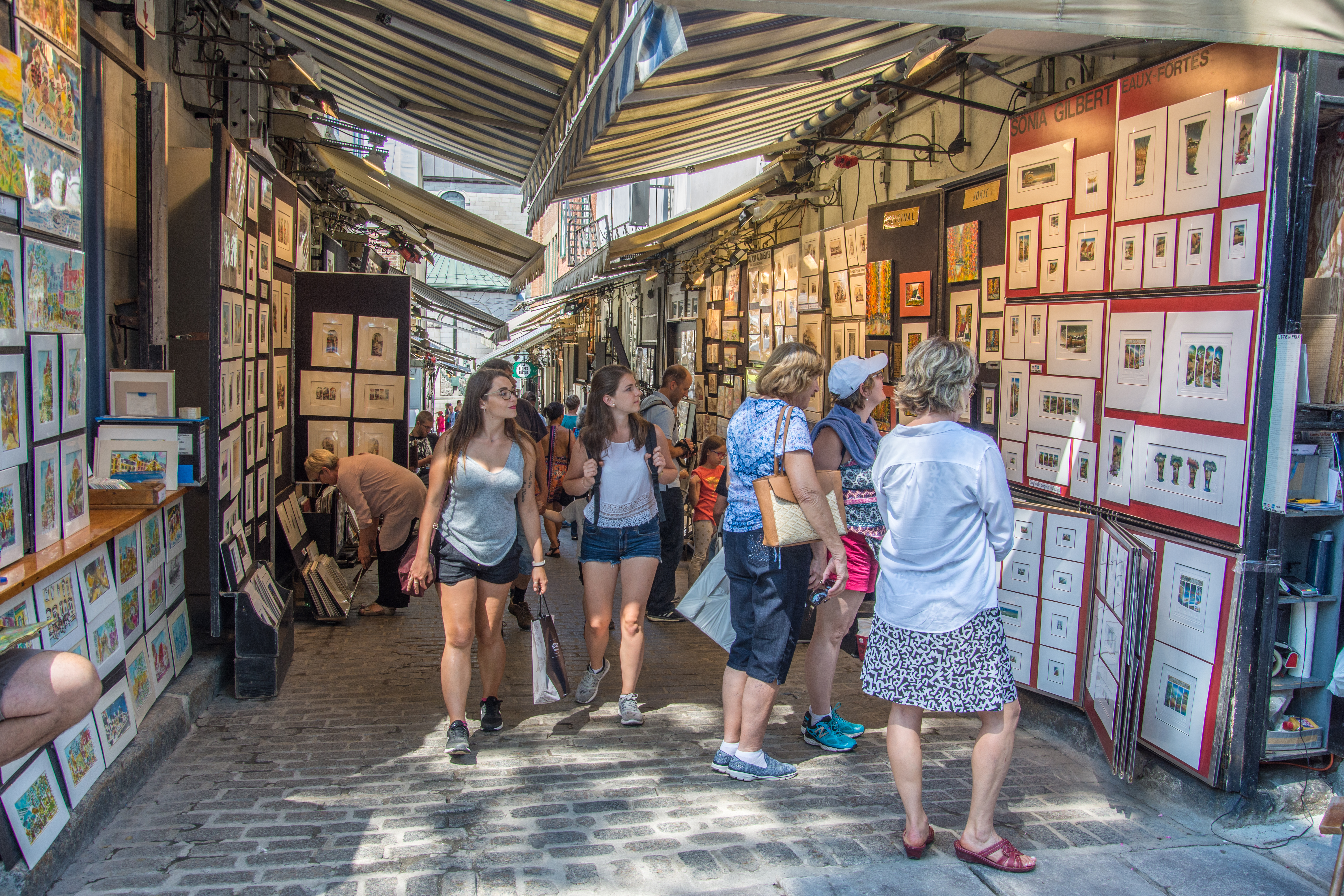
La ruelle et des toiles accrochées aux façades des maisons.
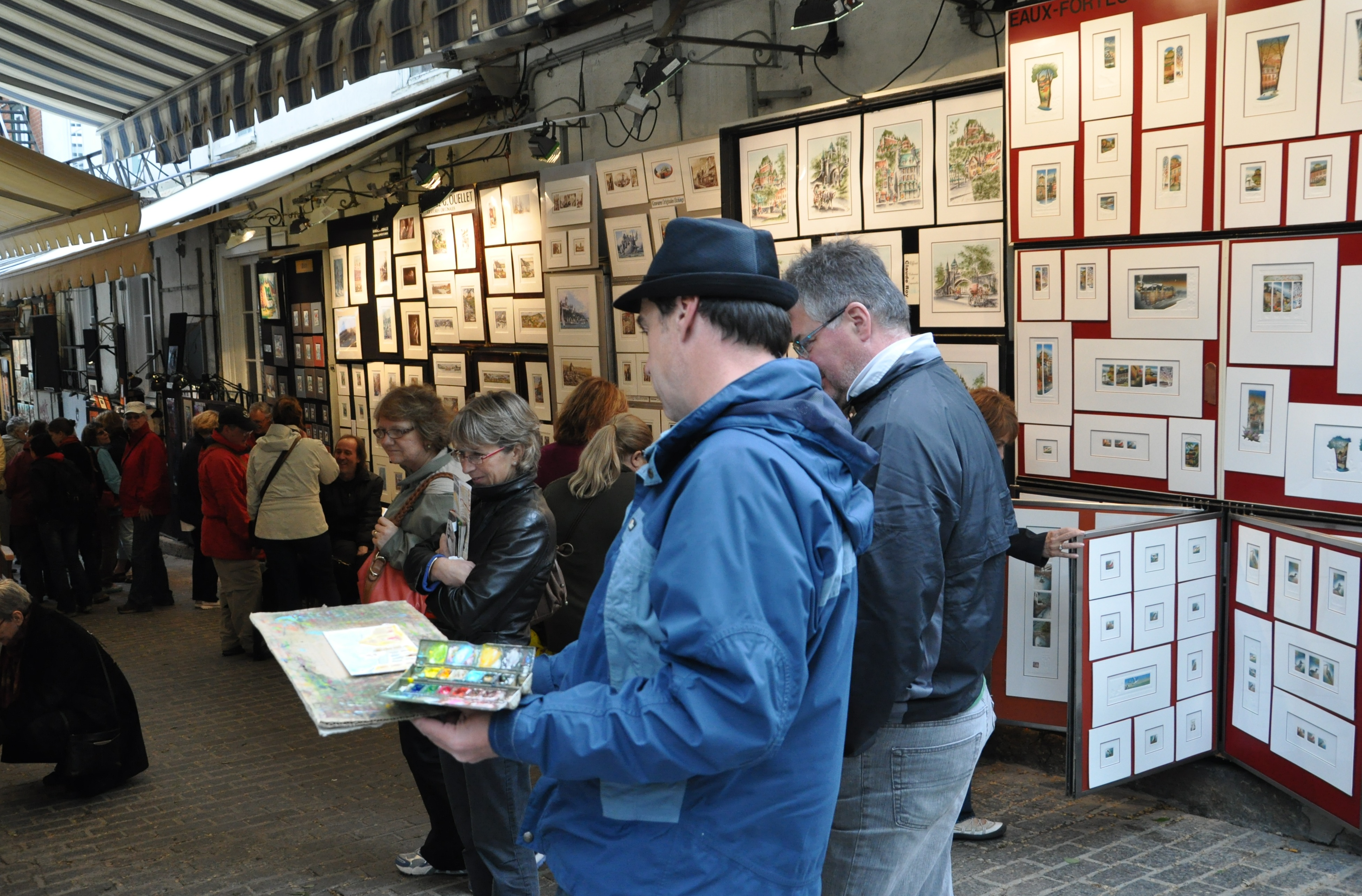
Un artiste peignant dans la ruelle.
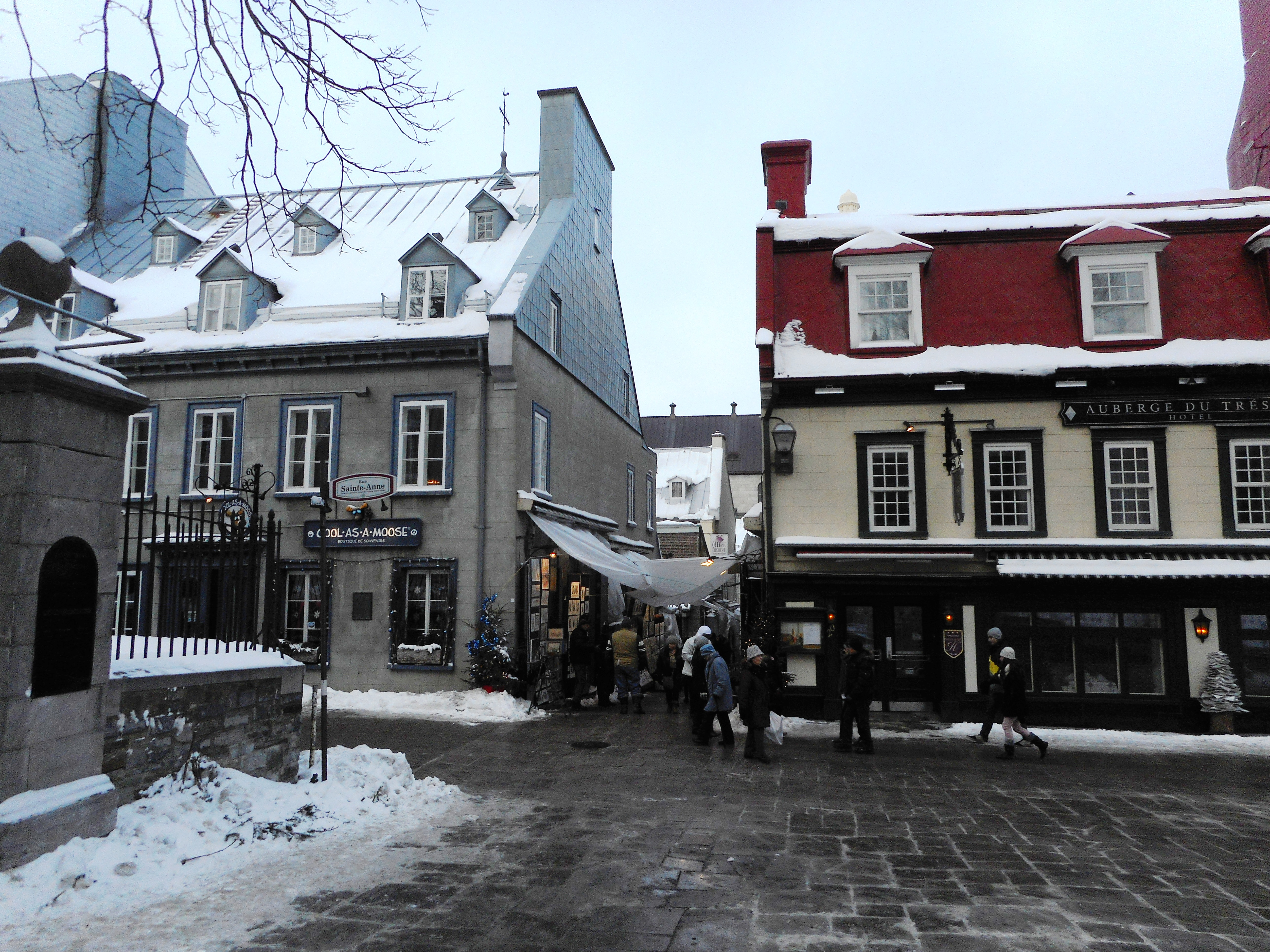
L'entrée de la ruelle depuis la place d'Armes.

Au sud de cette ruelle, un second segment prend la forme d'une rue à sens unique ouverte à la circulation routière. Elle offre un raccourci entre les rues Saint-Anne et Saint-Louis. Elle longe la place d'Armes (côté est), l'arrière de la cathédrale de la Sainte-Trinité et l'édifice Gérard-D.-Levesque (côté ouest).

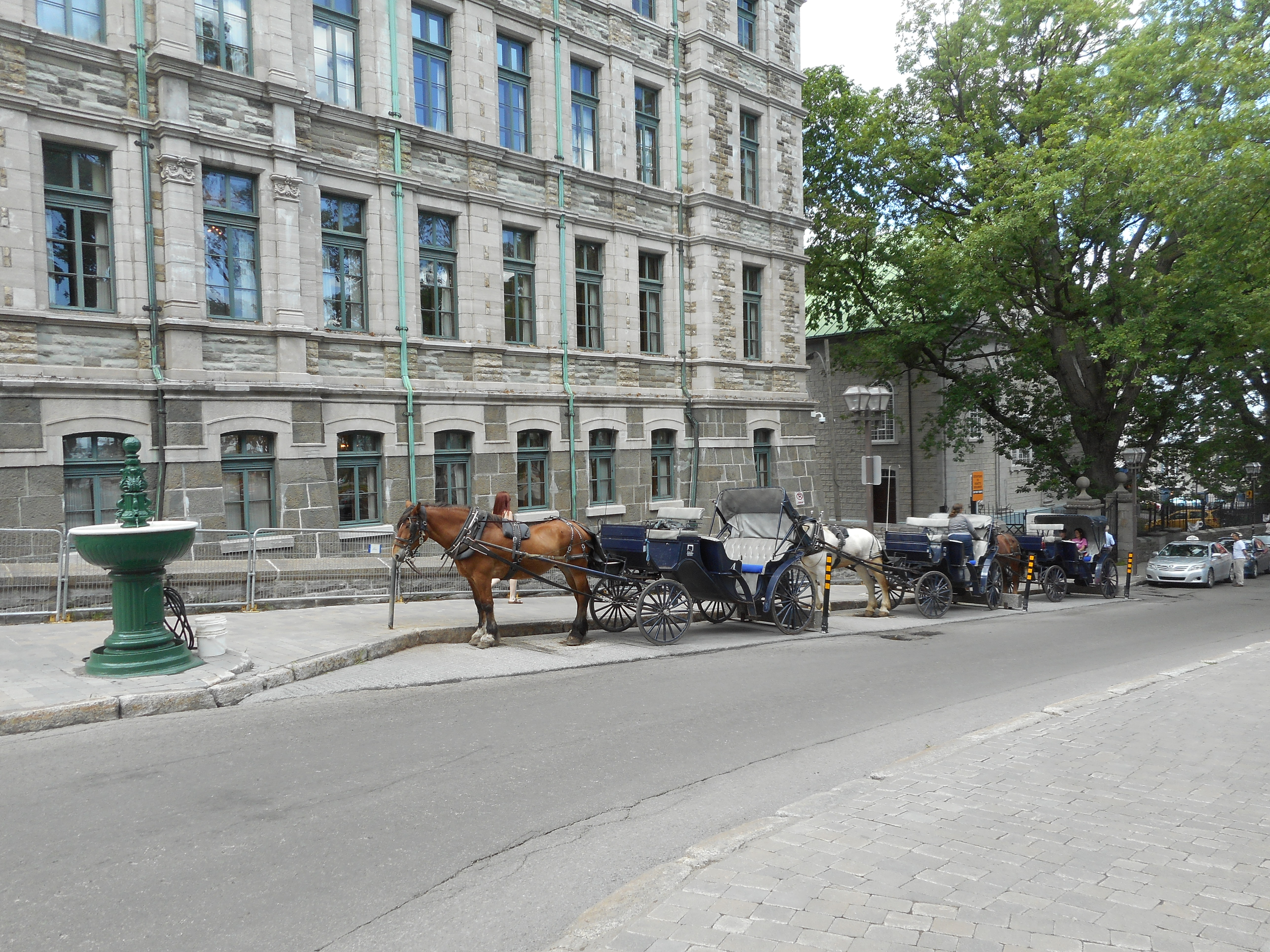
Arrêt pour les calèches, avant son retrait en 2021.
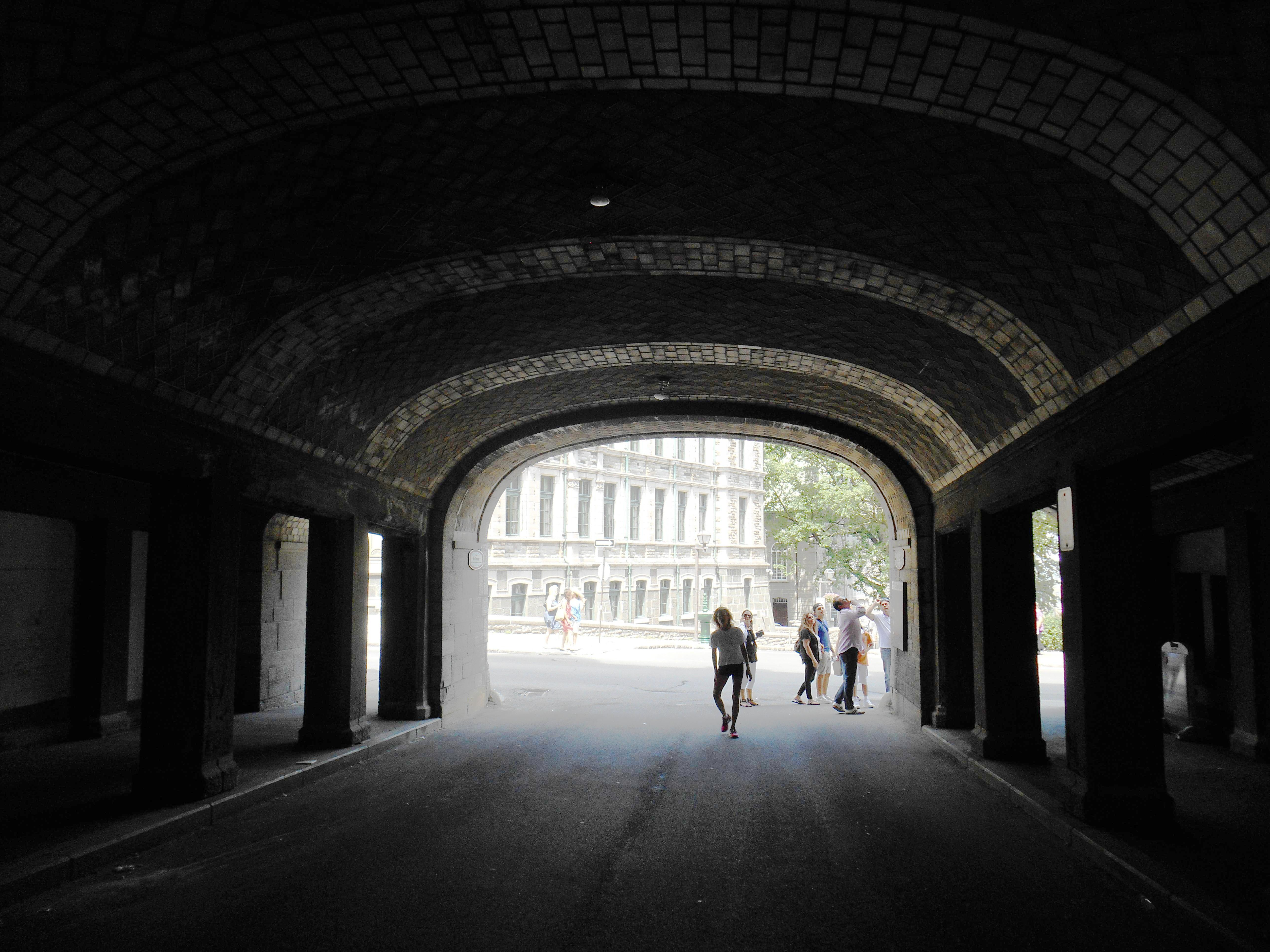
La rue passant sous la porte cochère du château Frontenac.
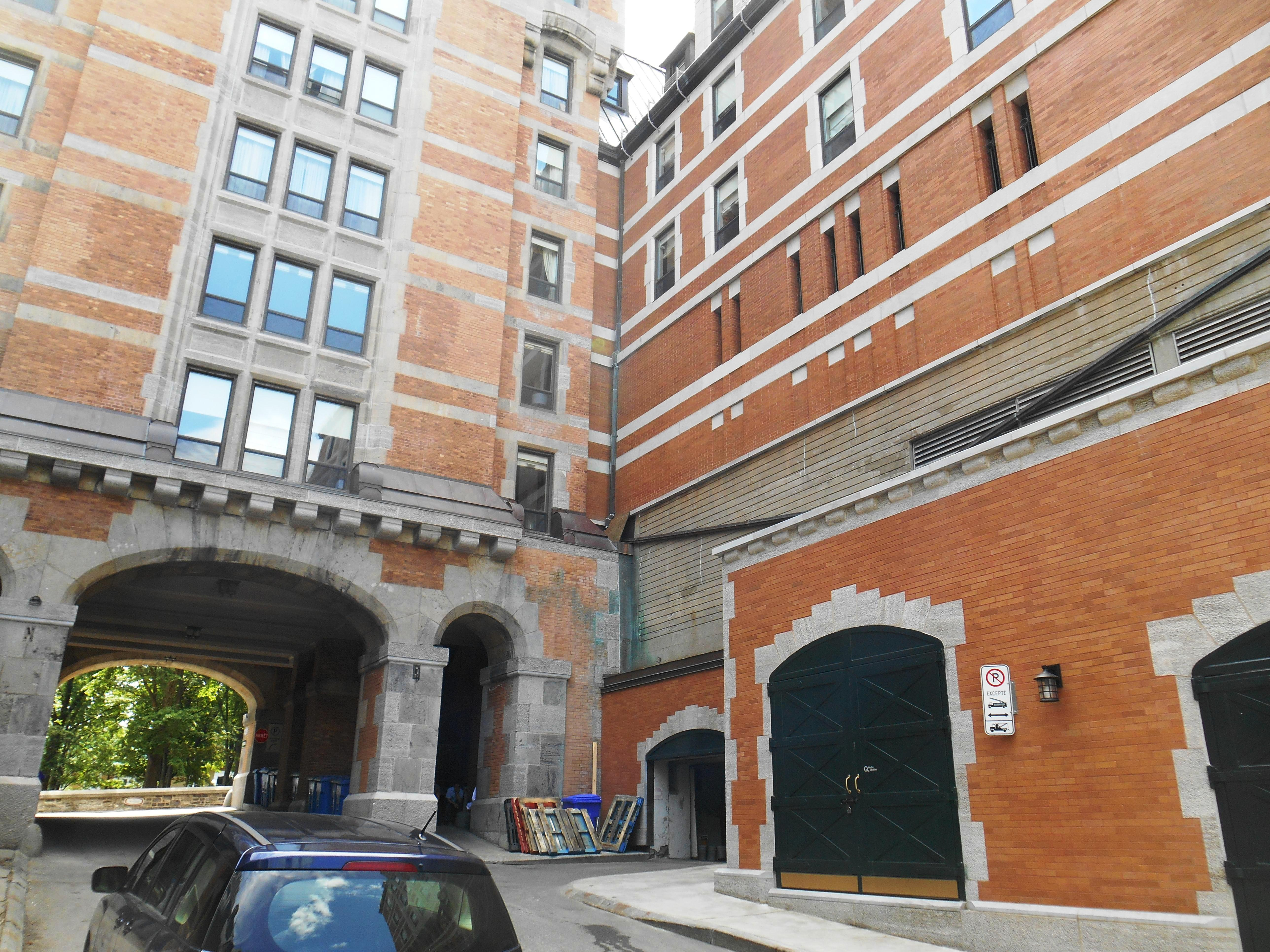
La rue traverse une cour intérieure du château Frontenac.

Finalement, dans son dernier segment, la rue du Trésor s'engage à l'intérieur du château Frontenac par une porte cochère. Elle forme l'une des cours d'immeuble du château avant de ressurgir à l'intersection de la rue Mont-Carmel, au jardin des Gouverneurs.

## Origine du nom
Le mot « trésor » ferait référence au fait qu'on devait emprunter cette rue pour accéder à la trésorerie. Selon les sources, cette trésorerie pourrait être l'un de ces trois bâtiments à vocation administrative qui se trouvaient à proximité : la maison des Cent-Associés, la Trésorerie de la Marine royale ou encore de la maison Maillou. Il n'existe pas de lien avec le ministère des Finances, établi sur cette rue depuis seulement depuis 1987. 

## Historique

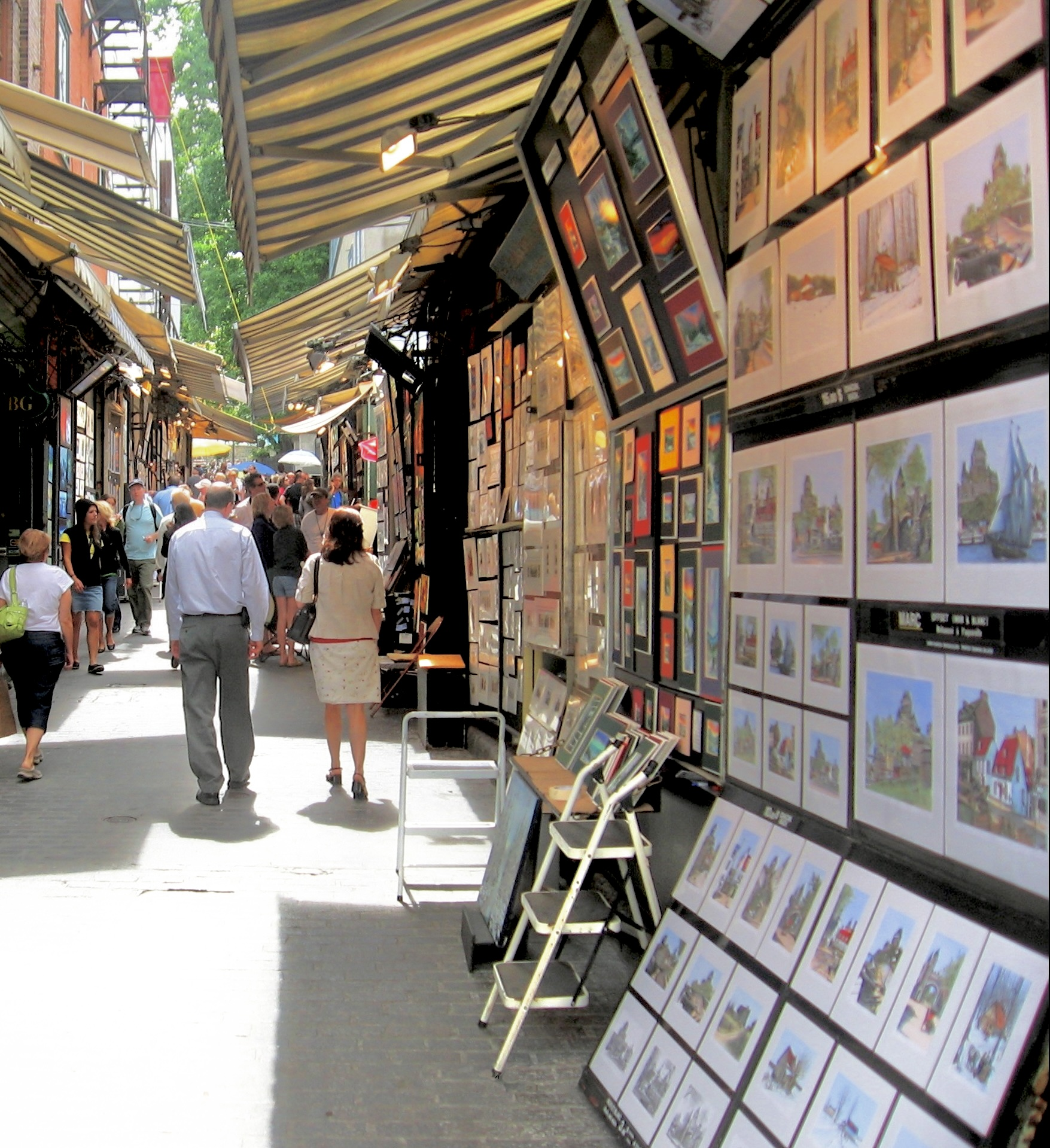
Rue du Trésor.

Son nom est mentionné pour la première fois par François Genaple de Bellefonds dans un procès-verbal le 2 juin 1689. Durant la période odonymique anglophone, la rue est désignée Treasure's Lane. 
La ruelle est décrite comme « abandonnée où à peu près personne ne passait » ou « bien triste et poussiéreuse où boueurs et livreurs circulaient ». Au début des années 1960, l'endroit attire des peintres et des élèves de l'École des beaux-arts de Québec durant l'été. Les artistes bénéficient de l'achalandage touristique du Vieux-Québec et se plient au goût de ce public en peignant des éléments typiques de la ville (château Frontenac, paysages hivernaux, etc.) La rue acquiert une réputation d'être un attrape-touriste, notamment par la vente de cartes postales et par la présence de vendeurs étrangers.
Le 3 juillet 1964, des artistes sont sommés de se présenter devant la Cour municipale pour avoir « exercé leur art dans les rues de la cité ». Une pétition adressée à la Ville par l'avocat Noël Dorion et d'autres citoyens demandent de laisser les artistes vaquer à leur occupation. La création d'une rue consacrée à l'art est appuyée par l'échevin du quartier, David Burns, ainsi que Gilles Lamontagne, alors chef de l'opposition de la Ville de Québec. À partir de 1966, la Ville resserre les règles en exigeant des artistes une licence de 1$ et en limitant les produits vendus à des toiles. En 1967, des artistes forment l'Union générale et démocratique des artistes-peintres de la rue du Trésor. En 1971, la Ville exige que les vendeurs portent une carte d'identité émise par le SPVQ.
Le 20 février 1976, le Conseil municipal adopte le règlement 2347 afin de limiter la vente aux toiles signées et numérotées. En 1983, il adopte le Règlement concernant les artistes-peintres et les portraitistes (R.V.Q. V.Q. 2890) qui encadre encore plus les activités de la rue du Trésor. Les artistes doivent répondre à certains critères, comme résider et posséder un atelier d'artiste à Québec, être membre de l'Association des artistes de la rue du Trésor et détenir un bail d'un espace. La vente est limitée aux peintures, dessins, aquarelles, gravures, sérigraphies et lithographies, originaux ou reproduits. La circulation routière est permise uniquement en l'absence des artistes, entre minuit et 8 heures,.